# Roy Eldridge

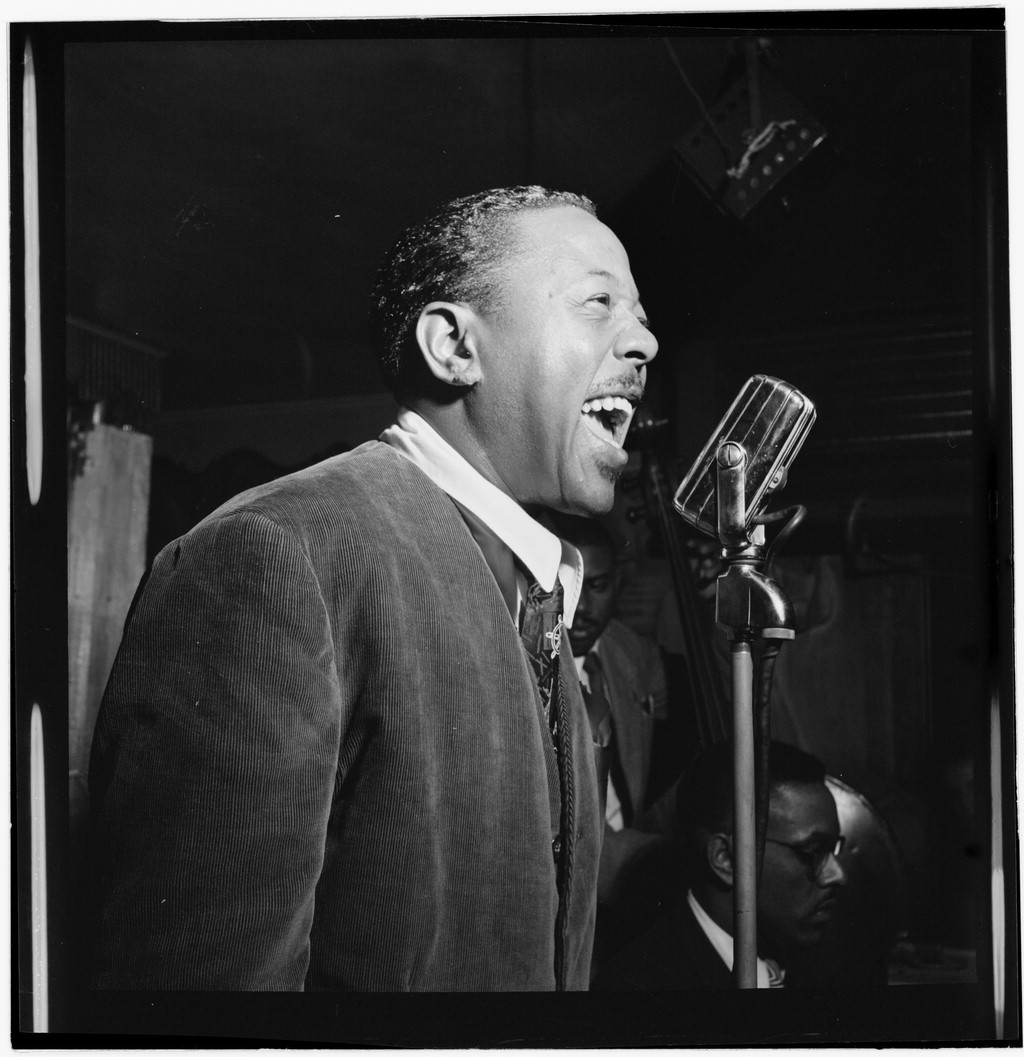
Roy Eldridge in New York, circa 1946

David Roy Eldridge (Pittsburgh, 30 januari 1911 - Valley Stream, New York, 26 februari 1989) was een bekende Amerikaanse jazztrompettist in de jaren dertig. Eldridge bevond zich op de overgang van swing naar de revolutie van de bebop, en zijn manier van spelen werd vaak gezien als een combinatie van Louis Armstrong met Dizzy Gillespie, wat hem de bijnaam Little Jazz opleverde.
Eldridge begon zijn professionele carrière al op zestienjarige leeftijd. In het begin speelde hij in de bands van onder meer Fletcher Henderson, Gene Krupa en Artie Shaw. Later richtte hij zich meer op het uitbrengen van eigen soloalbums. In 1936 richtte hij met zijn broer Joe Eldridge (saxofonist en componist) een eigen achtkoppige band op. Vele jaren later, in 1950, werd hij in Amerika als ouderwets bestempeld en verhuisde hij naar Parijs waar hij toerde met Benny Goodman. Tevens bracht hij met Claude Boiling een plaat uit met de titel Fireworks die verder borduurde op een plaat met dezelfde titel van Louis Armstrong en Earl Hines uit 1928. Tijdens de Tweede Wereldoorlog speelde hij in sessies met Cab Kaye.
In 1951 keerde hij weer terug naar de Verenigde Staten waar hij samenwerkte met jazzmusici als Benny Carter, Johnny Hodges en Ella Fitzgerald. Ook nam hij enkele goed ontvangen albums met Coleman Hawkins op. Rond 1970 werd hij getroffen door een beroerte. Desondanks liet hij zich tussen 1970 en 1980 nog vaak zien in New York als bandleider. In de nadagen van zijn carrière trad hij nog regelmatig publiekelijk op. Opvallend genoeg niet met zijn trompet, maar vooral als zanger, drummer en pianist.

## Persoonlijkheid en speelstijl
Volgens muzikanten met wie hij samenspeelde was Roy Eldridge een man van weinig woorden. Eens hij zijn trompet bespeelde  'praatte' hij echter op een indrukwekkend welsprekende manier en viel nooit zonder nieuwe muzikale ideeën. Dit, samen met de technische beheersing van zijn instrument, maakte hem een van de allergrootste trompetspelers. Eldridge pakte vaak uit met zijn vaardigheid om hoge noten te spelen, maar daarnaast beschikte hij ook over  een scherpe ritmische intuïtie en een vermogen om intens spannende muziek te spelen in het midden en lagere register van de trompet. Zijn solo op 'Blue Lou' - opgenomen met de Fletcher Henderson band in maart 1936 -  is hier een goed voorbeeld van. Aanvankelijk inspireerde hij zich vooral op het virtuoze spel van Jabbo Smith, maar zijn grootste muzikale invloed werd Louis Armstrong. Er gaat een verhaal dat Eldridge op een keer Rockin' Chair beluisterde (zijn eigen plaat) en eerst dacht dat het Armstrong was. Met Dizzy Gillespie nam hij verschillende albums op, waarvan het eerste Roy And Diz uit 1954 was. Eldridge bewonderde ook het spel van muzikanten die een ander instrument bespeelden, zoals de tenorsaxofonist Coleman Hawkins (met wie hij Coleman Hawkins and Roy Eldridge at the Opera House opnam) en de altsaxofonist Benny Carter. Zelf beïnvloedde hij vooral in de jaren 30 heel wat jonge muzikanten die onder de indruk waren van zijn doordringende, heldere toon en zijn emotionaliteit.